# International Journal of Transgender Health
International Journal of Transgender Health — рецензируемый научный журнал журнал, публикуемый раз в квартал. Он публикует исследования по темам гендерной дисфории и гендерного несоответствия, медицинского лечения трансгендеров, социальному и юридическому признанию хирургической коррекции пола, профессиональному и общественному образованию в сфере медицинской помощи трансгендерным людям. Журнал также публикует "Стандарты медицинской помощи трансгендерным и гендерно-неконформным людям" от Всемирной профессиональной ассоциации по здоровью трансгендерных людей, для которой он является официальным журналом. Также в журнале присутствуют гостевые редакционные статьи, программные заявления, письма редактору и обзорные статьи. Журнал выпускается издательством Taylor & Francis, главным редактором является Damien Riggs из Университета Флиндерса.

## Размещение аннотаций и индексирование
Журнал размещает аннотации и индексируется в CINAHL, Directory of Open Access Journals, EBSCO databases, PsycINFO, Science Citation Index Expanded, Scopus и Social Sciences Citation Index. Согласно Journal Citation Reports, в 2023 году журнал имел импакт-фактор 10,5.

## История
Журнал был основан в 1997 году, в то время он носил название International Journal of Transgenderism. В 2020 году название журнала было изменено на современное. Основателями и первыми главными редакторами были Friedemann Pfäfflin и Eli Coleman.

### Список бывших главных редакторов
- Friedemann Pfäfflin (Ульмский университет в Германии)
- Eli Coleman (University of Minnesota Medical School[англ.] в США)
- Richard Ekins (Ольстерский университет в Северной Ирландии, Великобритания)
- Dave King (Ливерпульский университет в Англии, Великобритания)
- Walter O. Bockting (Колумбийский университет в США)
- Walter Pierre Bouman (National Centre for Transgender Health и Ноттингемский университет в Англии, Великобритания)